# N16 (Ghana)
De N16 of National Road 16 is een nationale weg in Ghana die de steden Tumu en Léo met elkaar verbindt. De weg is ongeveer 20 kilometer lang en loopt door de regio Upper West.
De N16 begint in Tumu, waar de weg aansluit op de N13 tussen Lawra en Navrongo. Daarna loopt de weg naar het noorden om 20 kilometer later te eindigen op de grens met Burkina Faso bij Kapulima. In Burkina Faso loopt de weg als N19 verder naar Léo.